# Liste der Naturschutzgebiete in Neustadt an der Weinstraße
Auf dem Gebiet der rheinland-pfälzischen Stadt Neustadt an der Weinstraße gibt es die in der folgenden Tabelle aufgeführten Naturschutzgebiete. Die Aufgaben der Oberen Naturschutzbehörde werden durch die Struktur- und Genehmigungsdirektion Süd wahrgenommen.
| Name                                            | Bild | Kennung               | Kreis                                              | Einzelheiten | Position | Fläche Hektar | Datum |
| ----------------------------------------------- | ---- | --------------------- | -------------------------------------------------- | --- | -------- | ------------- | ----- |
| Am Wolfsberg                                    | BW   | 7316-017 WDPA: 81298  | Neustadt an der Weinstraße                         | Steppenheiderelikte, Ruine der Wolfsburg | ⊙        | 3,42          | 1984  |
| Lochbusch-Königswiesen                          |      | 7316-057 WDPA: 82108  | Neustadt an der Weinstraße, Landkreis Bad Dürkheim | Geinsheim, Neustadt an der Weinstraße, Haßloch Niedermoor-, Feuchtwiesen-, Waldrand- und Waldgesellschaften                                                                                                  | ⊙        | 199,01        | 1983  |
| Mußbacher Baggerweiher                          | BW   | 7316-108 WDPA: 164740 | Neustadt an der Weinstraße                         | Mußbach, Neustadt an der Weinstraße ehemalige Sand- und Kiesgrube und Umgebung mit vielfältigem Mosaik unterschiedlicher Biotoptypen                                                                         | ⊙        | 20,53         | 1989  |
| Haardtrand - Am Häuselberg                      | BW   | 7316-110 WDPA: 163427 | Neustadt an der Weinstraße                         | Hambach an der Weinstraße Rebflächen, Obstgrundstücke, Gebüsch- und Saumbiotope, Wald- und Waldrandflächen, Trockenmauern und Weinbergsterrassen                                                             | ⊙        | 7,65          | 1989  |
| Haardtrand - Berggewanne                        | BW   | 7316-114 WDPA: 163444 | Neustadt an der Weinstraße                         | Gimmeldingen Rebflächen, Obstgrundstücke, Gebüsch- und Saumbiotope, Wald- und Waldrandflächen, Trockenmauern und Weinbergsterrassen                                                                          | ⊙        | 5,19          | 1989  |
| Haardtrand - Am Wetterkreuz                     | BW   | 7316-169 WDPA: 163437 | Neustadt an der Weinstraße                         | Diedesfeld Rebflächen, Obstgrundstücke, Gebüsch- und Saumbiotope, Wald- und Waldrandflächen, Trockenmauern und Weinbergsterrassen                                                                            | ⊙        | 25,17         | 1992  |
| Haardtrand - Im Erb                             | BW   | 7316-170 WDPA: 163451 | Neustadt an der Weinstraße                         | Hambach an der Weinstraße Rebflächen, Obstgrundstücke, Gebüsch- und Saumbiotope, Wald- und Waldrandflächen, Trockenmauern und Weinbergsterrassen                                                             | ⊙        | 11,53         | 1992  |
| Haardtrand - Am Klausental                      | BW   | 7316-171 WDPA: 163431 | Neustadt an der Weinstraße                         | Königsbach an der Weinstraße Rebflächen, Obstgrundstücke, Gebüsch- und Saumbiotope, Wald- und Waldrandflächen, Trockenmauern und Weinbergsterrassen                                                          | ⊙        | 1,36          | 1992  |
| Haardtrand - Schloßberg                         | BW   | 7316-172 WDPA: 163459 | Neustadt an der Weinstraße                         | Haardt Rebflächen, Obstgrundstücke, Gebüsch- und Saumbiotope, Wald- und Waldrandflächen, Trockenmauern und Weinbergsterrassen                                                                                | ⊙        | 2,17          | 1992  |
| Haardtrand - Am Heidelberg                      | BW   | 7316-176 WDPA: 163428 | Neustadt an der Weinstraße                         | Hambach an der Weinstraße Rebflächen, Obstgrundstücke, Gebüsch- und Saumbiotope, Wald- und Waldrandflächen, Trockenmauern und Weinbergsterrassen                                                             | ⊙        | 20,11         | 1992  |
| Haardtrand - Am Sonnenweg                       | BW   | 7316-179 WDPA: 163435 | Neustadt an der Weinstraße                         | Neustadt an der Weinstraße, Haardt Rebflächen, Obstgrundstücke, Gebüsch- und Saumbiotope, Wald- und Waldrandflächen, Trockenmauern und Weinbergsterrassen                                                    | ⊙        | 54,87         | 1994  |
| Rehbachwiesen-Langwiesen                        | BW   | 7316-208 WDPA: 318972 | Neustadt an der Weinstraße                         | Mußbach Randbereich des Speyerbach-Schwemmfächers: Naß- und Feuchtwiesen, Bäche, Kleingewässer, Überschwemmungsgebiete, Röhrichte, Großseggenriede, Sandrasen, Borstgrasrasen, sandige Wege sowie Wald       | ⊙        | 119,65        | 2002  |
| Ehemalige Allmende-Viehweiden Lachen-Speyerdorf |      | 7316-221              | Neustadt an der Weinstraße                         | Lachen-Speyerdorf Randbereich des Speyerbach-Schwemmfächers: Sand-, Halbtrocken- und Trockenrasen, Silbergrasfluren, Magerwiesen, Magerweiden, Nass- und Feuchtwiesen, Gebüsche und randständige Baumgruppen | ???      | 105           | 2013  |
| Legende für Naturschutzgebiet                   |      |                       |                                                    | |          |               |       |